# Julian Bream
Julian Bream (Battersea, 15 luglio 1933 – Donhead St Andrew, 14 agosto 2020) è stato un chitarrista e liutista britannico.
Riconosciuto come uno dei più importanti chitarristi classici del ventesimo secolo, ha avuto anche successo nel rinnovare l'interesse diffuso per il liuto rinascimentale.

## Biografia
Bream nacque a Londra e crebbe in un ambiente musicale. Suo padre suonava la chitarra jazz e il giovane Bream rimase impressionato nel sentire suonare Django Reinhardt. Fu incoraggiato a suonare il pianoforte ma anche la chitarra (benché usasse un plettro). Al suo undicesimo compleanno, Bream ricevette una chitarra classica da suo padre. Bambino prodigio, a 12 anni vinse un premio per giovani suonando il pianoforte, il che gli permise di studiare il pianoforte e il violoncello al Royal College of Music. Fece il suo debutto a Cheltenham nel 1947, a 13 anni.
Dopo il servizio nazionale riprese una carriera intensa suonando in tutto il mondo, e facendo dei tour negli Stati Uniti e in Europa per molti anni. Suonò una parte di un recital alla Wigmore Hall con il liuto nel 1952 e da allora fece molto per portare alla luce la musica scritta per quello strumento. Nel 1960 si costituì il Julian Bream Consort, un gruppo strumentale con Bream come liutista. Il gruppo portò una grande ripresa di interesse per la musica nell'era Elisabettiana. I suoi primi tour ebbero luogo nel 1954 e nel 1955 in Europa, e in seguito nel Nord America nell'Asia orientale, in India, in Australia, nelle isole del Pacifico e in altre parti del mondo. 
La sua attività concertistica ha avvicinato alla chitarra molti compositori coevi, fra i quali è doveroso menzionare Reginald Smith Brindle, Stephen Dodgson, Lennox Berkeley, Benjamin Britten, Michael Tippett, Malcolm Arnold, Richard Rodney Bennett, Alan Rawsthorne, William Walton. 
Ad Aldeburgh nel 1958 suona le prime esecuzioni assolute di "Songs from the Chinese" di Benjamin Britten, nella Great Glemham House, e, nel 1964, del "Nocturnal after John Dowland" nella Jubilee Hall . 
Al Teatro La Fenice di Venezia nel 1961 tiene un recital con il liuto.
Bream registrò ampiamente per RCA e EMI. Queste registrazioni hanno vinto numerosi premi, tra cui quattro Grammy Awards, due per la Best Chamber Music Performance e due per la Best Classical Performance - Instrumental Soloist (di cui uno per l'incisione del Concerto per chitarra di Villa-Lobos). Nel 1993 la RCA, per commemorare il suo sessantesimo compleanno, pubblicò anche The Ultimate Guitar Collection, un cofanetto contenente 28 CD, attualmente introvabile e dall'alto valore collezionistico.
Nel 1984 Bream rimase gravemente ferito ad un braccio in un incidente stradale. Soltanto con grande fatica poté recuperare la capacità tecnica precedente.
È morto il 14 agosto 2020 nel sonno, nella sua casa di Donhead St Andrew, all'età di 87 anni.

## Discografia parziale
- Julian Bream Consort, The Elizabethan Music - 1963 RCA Red Seal - Grammy Award for Best Chamber Music Performance 1964
- Julian & John, Lawes/Carulli/Sor/Albéniz/Granados/De Falla/Ravel – Bream & John Williams (chitarrista), 1972 RCA Red Seal - Grammy Award for Best Chamber Music Performance 1973
- Julian Bream Plays Villa-Lobos - Bream/Villa-Lobos/London Symphony/Previn, 1973 RCA Red Seal – Miglior interpretazione solista di musica classica con orchestra (Grammy) 1972
- Julian Bream, Baroque Guitar - 1966 RCA Victor Red Seal - Grammy Award for Best Classical Performance – Instrumental Soloist or Soloists (with or without orchestra) 1967
- The Ultimate Collection - Julian Bream, 2011 Classic Music International
- Rodrigo: Concierto de Aranjuez - Vílla-Lobos: Bachianas Brasíleiras, Julian Bream - 1993 BMG
- Bream Collection, Vol. 1: Golden Age of English Lute Music - Julian Bream, 1993 BMG
- Music of Spain, Vol. 4 - The Classical Heritage, Julian Bream - 1981 RCA/Sony
- Julian Bream Plays Granados & Albéniz - Music of Spain, Vol. 5 - Julian Bream, 1983 RCA/Sony
- Bream Collection, Vol. 8: Popular Classics for Spanish Guitar - Julian Bream, 1993 BMG
- Bream Collection Vol. 9 - Baroque Guitar - Julian Bream, 1993 BMG
- Bream Collection Vol. 11 - Romantic Guitar - Julian Bream, 1993 BMG
- Bream Collection Vol. 20 - J.S. Bach Lute Suites, Trio Sonatas - Julian Bream, 1993 BMG
- Bream Collection Vol. 22 - Rodrigo, Berkeley, Brouwer, Concertos - Julian Bream/John Eliot Gardiner/Monteverdi Orchestra, 1993 BMG
- Granados & Albéniz: Music of Spain, Vol. 25 - Julian Bream, 1993 BMG
- Classic Guitar - Julian Bream, 1969 RCA/Sony
- The Essential Julian Bream, 1959/1987 BMG
- Julian Bream Plays Dowland and Bach - Julian Bream, 2008 Deutsche Grammophon
- Spanish Guitar Music - Julian Bream, 1957 MCA/Deutsche Grammophon
- J. S. Bach: Lute works - Julian Bream, 1994 EMI
- Bach: Werke für Laute - Julian Bream, 1993 BMG
- La Guitarra Romantica: Llobet - Pujol - Tárrega, Julian Bream - 1991 RCA/Sony
- Two Loves - A Sequence of Poetry and Music by William Shakespeare and John Dowland, Julian Bream/Peggy Ashcroft - 1989 RCA/Sony
- Julian Bream & John Williams - Live, 1979 Sony
- The Lute Music of John Dowland - Julian Bream, 1976 Sony
- Giuliani: Rossiniana Nos. 1 & 3 - Sor: Grand Sonata, Op. 25, Julian Bream - 1974 Sony
- Together Again - Julian & John 2, Julian Bream/John Williams, 1974 Sony
- 20th Century Guitar - Julian Bream, 1967 Sony
- The Woods So Wild - Julian Bream, 1972 RCA/Sony